# آن كريستي
آن كريستي (بالإنجليزية: Ann Christy)‏ هي ممثلة أمريكية، ولدت في 31 مايو 1905 في الولايات المتحدة، وتوفيت بنفس المكان في 14 نوفمبر 1987 بسبب نوبة قلبية.

## وصلات خارجية
- آن كريستي على موقع IMDb (الإنجليزية)
- آن كريستي على موقع ألو سيني (الفرنسية)
- آن كريستي على موقع قاعدة بيانات الفيلم (الإنجليزية)